# Sniper – Der Scharfschütze
Sniper – Der Scharfschütze (Originaltitel: Sniper) ist ein US-amerikanischer Actionfilm aus dem Jahr 1993. Die Regie führte Luis Llosa, das Drehbuch schrieben Michael Frost Beckner und Crash Leyland. Die Hauptrollen spielten Tom Berenger und Billy Zane.

## Handlung
Dem Marine-Scharfschützen Thomas Beckett, der bereits 74 Menschen tötete, wird der unerfahrene Richard Miller als neuer Spotter für einen Spezialauftrag zugeteilt. Miller ersetzt dabei den kurz zuvor getöteten Partner Becketts. Die beiden sollen in Panama den General Miguel Alavarez töten, der mit Drogen handelt und zum Staatspräsidenten geputscht werden soll. Trotz sorgfältiger Vorbereitung geht der Einsatz durch einen unvorhersehbaren Vorfall  schief, Beckett und Miller werden von Alavarez' Leuten gejagt. Unter ihnen ist ein Scharfschütze, den Beckett einst ausbildete.
Im Laufe der Verfolgungsjagd geht die Munition der Marines zur Neige. Beckett wird umzingelt und festgenommen. Er lässt dabei absichtlich die letzte Patrone auf den Boden fallen. Er geht davon aus, dass der von den Gegnern unentdeckte Miller ihn beobachtet und fordert diesen mit Lippenbewegungen auf, ihn zu töten. Miller tut dies jedoch nicht, sondern folgt den Männern, um seinen Kameraden zu befreien.
Beckett wird in ein Lager geführt, in dem er gefoltert wird. Sein einstiger Schüler reicht ihm eine Pistole, deren Abzug er „zum letzten Mal im Leben“ mit dem Zeigefinger der rechten Hand berühren soll. Dann wird sein Finger mit einem Draht brutal abgedreht und er verliert seinen Abzugsfinger. Miller kommt an, tötet einige von Alavarez' Leuten und befreit Beckett. Die Marines retten sich schließlich in den herbeigekommenen Hubschrauber. Auf dem Rückweg erschießt Beckett einen Gegner, wobei er mit letzter Kraft den Abzug mit dem linken Finger betätigt und rettet seinen Spotter.

## Kritiken
James Berardinelli schrieb auf Reel Views, die Handlung sei „vorhersehbar“. Er lobte die Choreographie der Actionszenen.
Roger Ebert schrieb in der Chicago Sun-Times vom 29. Januar 1993, es sei eine Freude, den Film zu sehen, obwohl er nicht originell sei. Die Charaktere seien den Charakteren der Westernfilme ähnlich. Der aus Peru stammende Regisseur Luis Llosa habe im Film eine Kritik des US-amerikanischen Imperialismus versteckt.

## Hintergründe
Der Film wurde in Panama und in Australien gedreht. Er startete in den USA am 29. Januar 1993 und spielte in den dortigen Kinos ca. 19 Millionen US-Dollar ein.
Die im Film verwendeten Präzisionsgewehre sind ein M40 und ein modifiziertes H&K SR9.
Es wurden bislang sieben Fortsetzungen des Films gedreht: Sniper 2 aus dem Jahr 2002 und Sniper 3 aus dem Jahr 2004 mit Tom Berenger in der Hauptrolle. 2011 entstand mit Sniper: Reloaded ein vierter Teil der Reihe, in dem Billy Zane in seine Rolle aus dem ersten Teil zurückkehrte. Die Regie übernahm Claudio Fäh.
Die vierte Fortsetzung wurde im September 2014 veröffentlicht: In Sniper: Legacy führte Don Michael Paul die Regie  und Tom Berenger übernahm wiederum eine tragende Rolle. Wie bei allen vorhergehenden Fortsetzungen handelt es sich auch hier um eine Direct-to-Video-Produktion. 2016 folgte Sniper: Ghost Shooter. Sniper: Homeland Security (Sniper: Ultimate Kill) erschien 2017, wiederum inszeniert von Claudio Fäh. 2020 erschien Sniper: Assassin's End unter der Regie von Kaare Andrews. Oliver Thompson drehte Sniper: Rogue Mission (2022) und den 2023 veröffentlichten Sniper: G.R.I.T. (Sniper: G.R.I.T. – Global Response & Intelligence Team).
Die Indizierung des Films aus dem Jahre 1994 wurde im Juli 2017 vorzeitig aufgehoben. Eine Neuprüfung der ungekürzten Fassung ergab die Altersfreigabe ab 16 Jahren.